# Alfonso Ribeiro
Alfonso Ribeiro, celým jménem Alfonso Lincoln Ribeiro (* 21. září 1971, Manhattan, New York) je americký herec, režisér a moderátor soutěžního pořadu Catch 21.

## Výběr z filmografie
- Ztroskotaná láska (2005)
- Kidz in the Wood (1996)
- Klíšťata (1993)
- Fresh Prince (TV seriál) (1990)
- Silver Spoons (TV seriál) (1982)